# Rafael de Paula
Rafael Soto Moreno dit « Rafael de Paula », né le 11 février 1940 à  Jerez de la Frontera (Espagne, province de Cadix), est un matador espagnol.

## Présentation
Rafael de Paula est d’origine gitane. Il commence sa carrière comme maletilla et se fait remarquer par l’ancien matador Bernardo Muñoz « Carnicerito ». Il participe alors à nombre de novilladas à la fin des années 1950 et prend l’alternative le 9 septembre 1960. Il ne la confirmera à Madrid que quatorze ans plus tard.
Au cours d’une carrière de plus de trois décennies, il fut une figure irremplaçable des arènes d’Europe et d’Amérique, alternant les bonnes corridas avec les pires (fort nombreuses). Mais même lors de ses pires prestations, il avait « quelque chose » en plus, qui faisait que ses admirateurs les lui pardonnaient, espérant que dans un jour, ou dans un mois, ou dans un an, il montrerait le meilleur.
En 2001, il reçoit la Médaille d'or du mérite des beaux-arts par le Ministère de l'Éducation, de la Culture et des Sports.
Entre novembre 2006 et juin 2007, il fut l'apoderado du torero Morante de la Puebla.

### Carrière
- Débuts en public : 9 mai 1957 à Ronda (Espagne, province de Malaga).
- Débuts en novillada avec picadors : 2 mai 1958, à Jerez de la Frontera.
- Présentation à Madrid : 6 septembre 1958, aux côtés de Curro Puya et de Juan Vázquez ; novillos de la ganadería de Antonio Pérez de San Fernando.
- Alternative : Ronda le 9 septembre 1960. Parrain, Julio Aparicio ; témoin, Antonio Ordóñez. Taureaux de la ganadería de Atanasio Fernández.
- Confirmation d’alternative à Madrid : 28 mai 1974. Parrain, José Luis Galloso ; témoin, Julio Robles. Taureaux de la ganaderìa de José Luis Osborne.